# The Cult Is Alive
A The Cult Is Alive a norvég black metal együttes Darkthrone tizenegyedik nagylemeze. 2006. február 27-én jelent meg a Peaceville Records kiadó által. Az album zenéje egy nagy változást hozott a zenekar eddigi stílusához képest, sokkal több punk és crust punk tulajdonsággal rendelkezik, de ezek ellenére megmaradt a zenekar black metalos alapja. Az album stílusával kapcsolatban Fenriz azt mondta, hogy "Nevezheted black metalnak vagy gonosz rocknak, nekem mindegy...".[forrás?]
Az album a 2006-os norvég albumeladási listán 22. helyezést ért el.

## Számlista
1. "The Cult of Goliath" – 4:02
2. "Too Old, Too Cold" – 3:04
3. "Atomic Coming" – 4:51
4. "Graveyard Slut" – 4:04
5. "Underdogs and Overlords" – 4:02
6. "Whisky Funeral" – 3:59
7. "De underjordiske (Ælia Capitolina)"– 3:14
8. "Tyster på Gud" – 3:09
9. "Shut Up" – 4:46
10. "Forebyggende krig" – 3:41

## Közreműködők
- Fenriz – dob, ének a "Graveyard Slut" számon, háttérének a "Forebyggende krig" számon, ritmusgitár a "Tyster på Gud" számon
- Nocturno Culto – gitár, basszusgitár, ének

## Helyezések
| Albumlista (2006) | Helyezés |
| ----------------- | -------- |
| Norvég albumlista | 22       |

## Fordítás
Ez a szócikk részben vagy egészben  a   The Cult Is Alive című angol Wikipédia-szócikk fordításán alapul.  Az eredeti cikk szerkesztőit annak laptörténete sorolja fel. Ez a jelzés csupán a megfogalmazás eredetét és a szerzői jogokat jelzi, nem szolgál a cikkben szereplő információk forrásmegjelöléseként.